# Baudouin II de Rubempré
 (décembre 2024).
Baudouin II de Rubempré (1235-1312) est un noble médiéval d'origine flamande, connu pour son rôle dans l'administration régionale. Il est le fils de Marie de Picquigny (1228-1274) et de Baudouin Ier de Rubempré (1215-1289), ce dernier étant prétendument descendant d'un prince hongrois. Baudouin II fut le troisième seigneur de Rubempré et gouverneur de Guise, au sein du comté de Flandre.

## Origines familiales
La famille de Rubempré revendiquait une ascendance prestigieuse, se présentant comme les descendants directs d’un prince hongrois, possiblement lié à la dynastie Árpád. Son père, Baudouin Ier de Rubempré, avait établi les bases de la lignée en administrant la seigneurie de Rubempré et en exerçant le rôle de gouverneur de Guise. Ce dernier poste consistait principalement à superviser la défense et l’administration de cette place forte stratégique, située à la frontière entre le Royaume de France et l’Empire germanique.

## Mariage et descendance
Baudouin II épousa Jolente de Grandpré, fille d’Henri, comte de Grandpré, et d’Isabelle de Luxembourg. Cette alliance renforça la position de la famille Rubempré grâce aux liens étroits avec deux grandes maisons féodales. De cette union naquirent cinq enfants :  
- Antoine Ier de Rubempré, qui hérita de la seigneurie et poursuivit la lignée.
- Baudouin de Rubempré, qui fut ecclésiastique et devint chanoine de Saint-Géry à Cambrai, comme la plupart des second fils d’une lignée.
- Raoul de Rubempré, également membre du clergé, qui fut doyen de la collégiale Saint-Aubert de Cambrai.
- Alix de Rubempré, qui devint religieuse à l'abbaye de Premy.
- Cunégonde de Rubempré, également religieuse à Premy.

## Titre de prétendant au trône de Hongrie
En raison de son ascendance supposée issue de la dynastie royale hongroise Árpád, Baudouin II de Rubempré pourrait prétendre au titre de prétendant légitime au trône de Hongrie, bien que cette prétention demeure théorique et non formellement reconnue.

## Rôle et influence
Seigneur de Rubempré, Baudouin II fut une figure importante dans la gestion et la défense des terres familiales. En tant que gouverneur de Guise, il joua un rôle dans la protection de la frontière nord du royaume de France et la coordination militaire dans une région fréquemment marquée par des conflits féodaux.